# Artemis Fowl: Evighedskoden
 For alternative betydninger, se Artemis Fowl. (Se også artikler, som begynder med Artemis Fowl)
Artemis Fowl: Evighedskoden (originaltitel: Artemis Fowl: The Eternity Code) er en roman fra 2003 af Eoin Colfer. Det er den tredje bog i Artemis Fowl-serien. Næste bog i serien er Artemis Fowl: Opals Hævn.

## Udgivelse
Bogen blev udgivet af Viking Press i 2003. Den danske udgave udkom samme år på Aschehoug Dansk Forlag, oversat af Tom Havemann.

## Handling
Ud fra noget stjålent fe-teknologi har Artemis Fowl fremstillet verdens nok bedste computer, der er i stand til at bryde alle koder og opfange overvågningssignaler.
Artemis har arrangeret et møde med forretningsmanden John Spiro. Mødet foregår på en fiskerestaurant og Artemis præsenterer terningen for Spiro og giver ham en lille demonstration. Desværre er fe-teknologien indstillet forkert, så terningen opfanger nogle signaler fra NIS-satellitter, da Spiro vil høre om den kan finde nogle satellitter, som overvåger ham. Artemis afbryder hurtigt terningen, og Spiro er blevet meget interesseret i den. Men da Artemis fortæller at den ikke er til salg, bliver Spiro sur og tager terningen med hjem til USA, og beder hans bodyguard Arno Blunt om at udrydde dem.